# Akaike Hirotsugu
Akaike Hirotsugu (赤池 弘次 Xích Trì Hoằng Thứ) (5 tháng 11 năm 1927 – 4 tháng 8 năm 2009) là nhà thống kê người Nhật. 

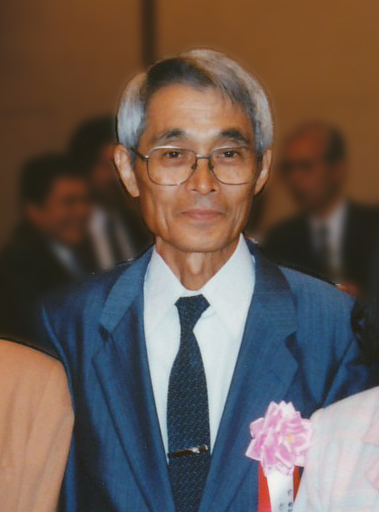

Vào đầu thập niên 1970 ông đã làm thành công thức một tiêu chuẩn thông tin cho việc nhận dạng mẫu, đã được gọi là Tiêu chuẩn thông tin Akaike (Akaike information criterion).

## Giải thưởng
Năm 2006 Akaike được thưởng Giải Kyoto cho công trình đóng góp chủ yếu vào khoa học thống kê và việc tạo mô hình trong việc phát triển Tiêu chuẩn thông tin Akaike (AIC).

## Tác phẩm
- Akaike, Hirotugu (1974). "A new look at the statistical model identification". IEEE Transactions on Automatic Control. Quyển 19 số 6. tr. 716–723. doi:10.1109/TAC.1974.1100705.
- Selected papers of Hirotugu Akaike (edited by Emanuel Parzen, Kunio Tanabe, Genshiro Kitagawa), New York: Springer, 1998. ISBN 0-387-98355-4.
- Akaike Hirotugu và Nakagawa Toichiro (1988), Statistical analysis and control of dynamic systems, Tokyo, Dordrecht: KTK Scientific; London: Kluwer. ISBN 90-277-2786-4. (Translation of 1972 book in Japanese.)

## Phỏng vấn
- Findley, David F. (1995). "A conversation with Hirotugu Akaike". Statistical Science. Quyển 10 số 1. Emanuel Parzen. tr. 104–117. doi:10.1214/ss/1177010133.